# Гражданский союз за Южный Тироль
Гражданский союз за Южный Тироль (нем. BürgerUnion für Südtirol, BUfS), ранее Союз за Южный Тироль (нем. Union für Südtirol, UfS), — национал-консервативная политическая партия, действующей на территории Южного Тироля, Италия.
Партия привержена идеалам защиты немецкоязычного меньшинства и его прав на самоопределение. Недавно партия сменила свой курс на центризм и дистанцировалась от сепаратизма других немецкоязычных партий.
Ее давним лидером является Андреас Педер.

## История
Союз за Южный Тироль был основан 2 октября 1989 года в результате слияния националистической Южно-тирольской отечественной федерации Евы Клотц (2,3% на провинциальных выборах 1988 года), национал-либеральной Партии Свободы Южного Тироля во главе с Герольдом Меранером и осколками правого крыла Южно-тирольской народной партии во главе с Альфонсом Бенедиктером.
На провинциальных выборах 1993 года партия набрала 4,8% голосов избирателей и получила два места в провинциальном совете, одно заняла Клотц, а одно —Бенедиктер. На всеобщих выборах 1996 года партия получила лучший результат за всю ее историю (7,7% по партийным спискам и 19,2% по одномандатным округам), поскольку Южно-тирольская народная партия сформировала альянс с некоторыми итальянскими партиями.
На провинциальных выборах 1998 года UfS получил 5,5% голосов избирателей, и Андреас Педер, секретарь партии с 1994 года, был впервые избран в Совет провинции вместе с Клотц. Это стало поворотным моментом для партии, поскольку Педер начал приобретать влияние на Клотц.
На провинциальных выборах 2003 года UfS получил 6,8% голосов избирателей и два места в Совете провинции.
В мае 2007 года, во время непростого партийного съезда, Педер был переизбран президентом партии с 76 голосами за и 70 против. Это привело к расколу, инициатором которого стала Клотц, которая создала новое строго сепаратистское движение под названием Южно-тирольская Свобода (STF).
На всеобщих выборах 2008 года, прошедших в провинции после раскола и внутрипартийной конкуренции в «Свободных» (9,4%), UfS получил только 4,2% голосов избирателей. На провинциальных выборах 2008 года партия получила только 2,3% голосов и одно место в Совете провинции, тогда как STF и «Свободные» получили 14,3% и 4,9% голосов соответственно.
Союз за Южный Тироль был переименован в Гражданский союз за Южный Тироль (BUfS) 12 мая 2011 года.
В 2013 году на провинциальных выборах BUfS участвовала в трехпартийном списке вместе с Доломитами Ладин, левоцентристским политиком, и левыми политиками из «Свободных». Совместный список получил 2,1% голосов избирателей, и Педер был переизбран в Совет провинции.
На всеобщих выборах 2018 года BUfS поддержал Лигу Севера. На провинциальных выборах 2018 года партия набрала лишь 1,3% и не получила места в Совете провинции. Таким образом, Педер не был избран в Совет после 20 лет пребывания в нем. Следовательно, будущее и перспективы BUfS выглядят неопределенными.

## Идеология
Со времени ухода Евы Клотц Гражданский союз за Южный Тироль пытался обновить свою репутацию и позиционировать себя как центристско-консервативную партию. Партийная программа 2008 года включала защиту семейных ценностей, окружающей среды и умеренно либеральную экономическую политику, а также историческую цель — отделение Южного Тироля от Италии с целью его воссоединения со старым историческим Тиролем, состоящим из южного, северного и восточного (Северный и Восточный Тироль фактически являются частями Австрии).
Совсем недавно партия сменила идеологию на центристскую, до некоторой даже левоцентристскую и дистанцировалась от своего первоначального сепаратизма и партий «немецких правых». В 2011 году Педер сообщил, что будь он гражданином Германии, он был бы социал-демократом, а в 2013 году заявил: «Не называйте нас правыми, мы центристское движение».

## Поддержка
Результаты UfS на выборах в провинции Больцано с 1992 года представлены в таблице ниже.
| Всеобщие 1992 | Провинциальные 1993 | Всеобщие 1994 | Европейские 1994 | Всеобщие 1996 | Провинциальные 1998 | Европейские 1999 | Всеобщие 2001 | Провинциальные 2003 | Европейские 2004 |
| 3.7           | 4.8                 | -             | 4.6              | 7.7           | 5.5                 | 6.4              | -             | 6.8                 | 6.3              |

| Всеобщие 2006 | Всеобщие 2008 | Провинциальные 2008 | Европейские 2009 | Всеобщие 2013 | Провинциальные 2013 | Европейские 2014 | Всеобщие 2018 | Провинциальные 2018 |
| -             | 4.2           | 2.3                 | -                | -             | 2.1                 | -                | -             | 1.3                 |

## Руководство
- Президент/секретарь: Альфонс Бенедиктер (1989–1991 годы), Мартин Вентер (1991–1993 годы), Карл Огюстен (1993–1994 годы), Андреас Педер (с 1994 года по настоящее время)